# Heinrich Schulenburg
Georg Friedrich Heinrich Schulenburg (* 25. Oktober 1811 in Soest; † 3. Dezember 1859 ebenda) war ein deutscher Politiker.

## Leben
Heinrich Schulenburg studierte an der Ruprecht-Karls-Universität Heidelberg Rechtswissenschaften. 1830 wurde er Mitglied des Corps Guestphalia Heidelberg. Nach dem Studium kehrte er nach Soest zurück, wo er von 1837 bis 1857 Bürgermeister war.
Von 1843 bis 1845 war Schulenburg Mitglied des Westfälischen Provinziallandtags. Er war gewählter Stellvertreter zur Frankfurter Nationalversammlung. Vom Beginn der 2. Legislaturperiode 1849 bis zu seiner Mandatsniederlegung 1853 saß er als Abgeordneter des Wahlkreises Arnsberg 4 im Preußischen Abgeordnetenhaus. Zumindest bis 1852 gehörte er der Fraktion des Centrums an.